# Stieg 30 (Quedlinburg)

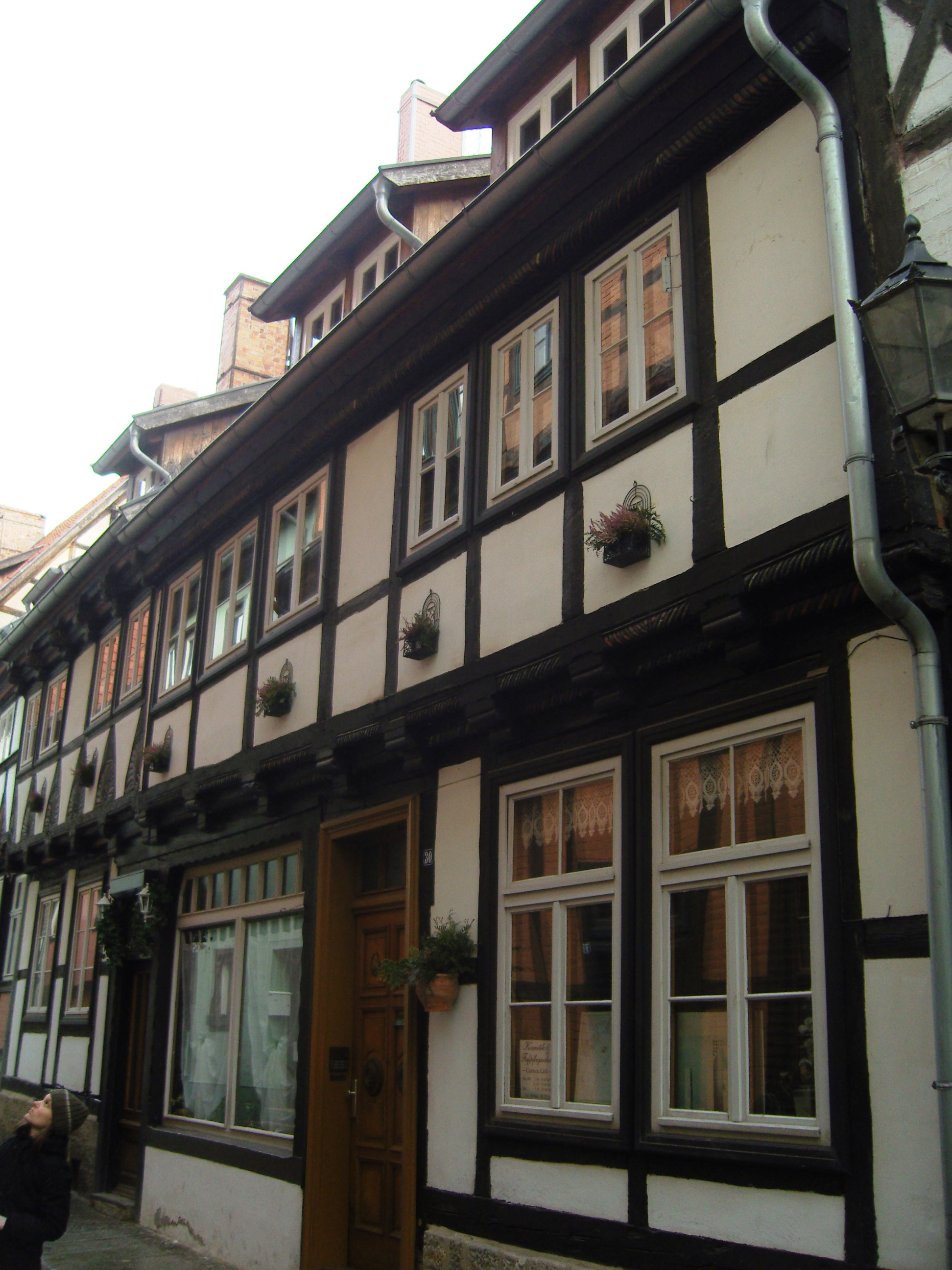
Haus Stieg 30

Das Haus Stieg 30 ist ein denkmalgeschütztes Gebäude in der Stadt Quedlinburg in Sachsen-Anhalt.

## Lage
Es befindet sich östlich des Marktplatzes der Stadt und gehört zum UNESCO-Weltkulturerbe. Im Quedlinburger Denkmalverzeichnis ist es als Ackerbürgerhof eingetragen. Östlich grenzt der gleichfalls denkmalgeschützte Haus Stieg 29 an.

## Architektur und Geschichte
Das zweigeschossige Fachwerkhaus besteht aus zwei Gebäudeteilen, die erst im Nachhinein zusammengefügt wurden. Der östliche Gebäudeteil ist der Ältere und entstand nach einer Bauinschrift bereits im Jahr 1580. Das Fachwerk ist reich verziert. Es finden sich walzenförmige Balkenköpfe, Fächerrosetten, Fußwinkelhölzer und Schiffskehlen. Die westliche Haushälfte entstand um 1600. Hier wurden als Verzierungen Zylinderbalkenköpfe und Taustab eingesetzt.
In der Zeit um 1900 wurde ein Ladeneinbau vorgenommen.